# Мохеган-сан
Мохеган-Сан (англ. Mohegan Sun) — гостинично-развлекательный комплекс в индейской резервации Мохеган в городе Анкасвилл штата Коннектикут, США.
Комплекс открыт 12 октября 1996 года. Комплекс содержит помещений на 30 тысяч м². Гостиница содержит 1356 номеров. В казино проводились международные спортивные соревнования, такие как поединки боксёров-профессионалов.
Казино содержит игровые автоматы, игровые столы, включая покер, блек-джек, крэпс, рулетку, Карибский Стад-покер, кено и баккару. В книге скачек представлены скачки на лошадях или борзых со всего США, а также из Австралии и Англии. Он также предлагает сделать ставку на Джай-Алай из Флориды.

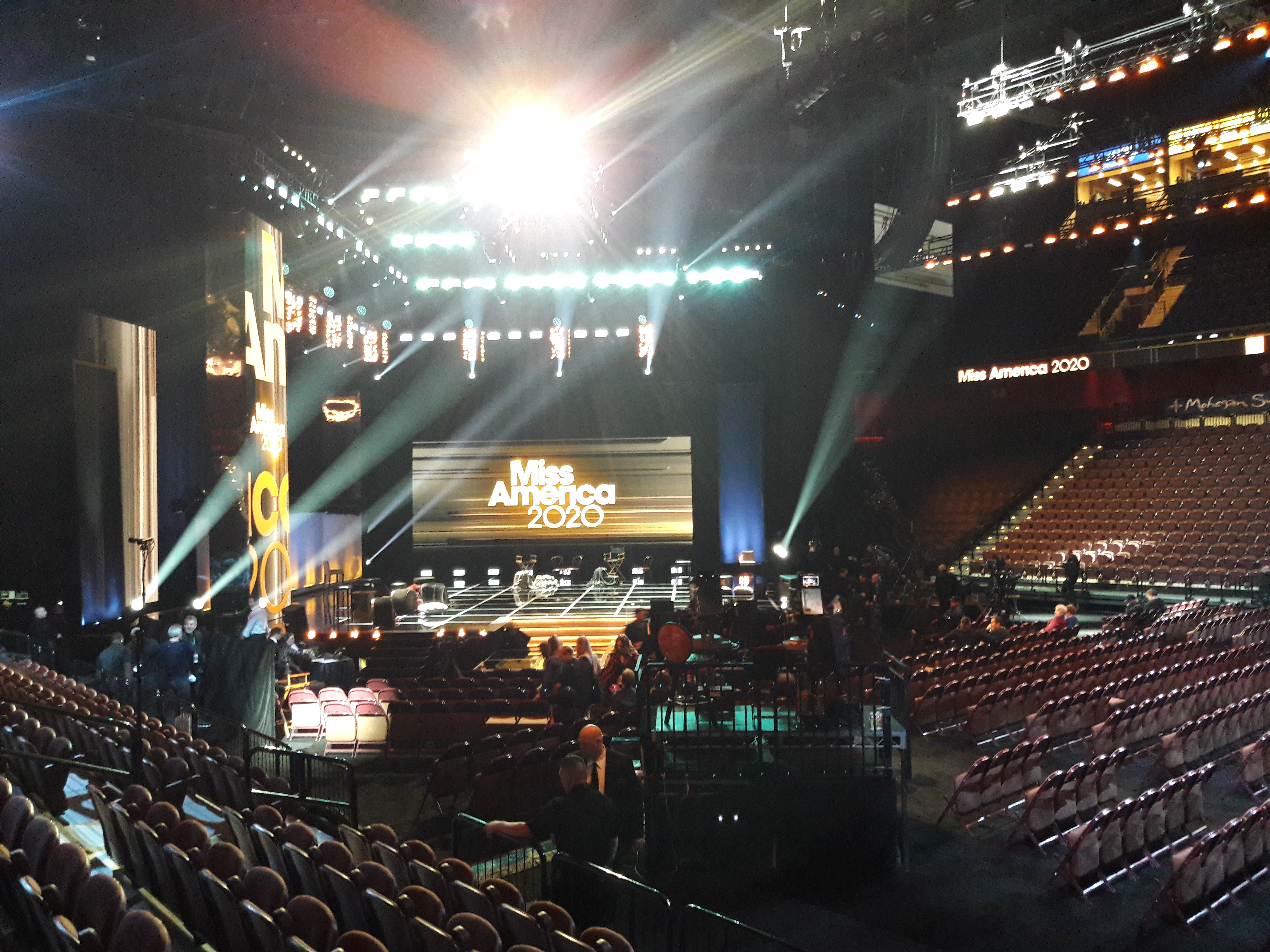
Мохеган Сан Арена

В комплексе находится самый большой бальный зал на северо-востоке США, многофункциональная спортивная арена «Мохеган Сан Арена» на 12000 зрителей. Также в Mohegan Sun располагается студия известной радиостанции WMOS.